# Italo-levantini
I levantini sono i membri di un'antica comunità prevalentemente d'origine italiana radicata da secoli in Medio Oriente, in particolare nell'attuale Turchia, specialmente a Istanbul (l'antica Costantinopoli) e Smirne. Vennero definiti "levantini", ovvero "italiani del levante", nei decenni intorno alla prima e alla seconda guerra mondiale.

## Caratteristiche
Gli Italo-levantini sono radicati nel Mediterraneo orientale dai tempi delle crociate e delle Repubbliche marinare italiane.
Sono infatti una piccola comunità di discendenti dei coloni genovesi e veneziani nonché, in minor parte, pisani, fiorentini, anconetani e amalfitani che si trasferirono nei fondachi orientali delle repubbliche marinare, principalmente per commercio e controllo del traffico marittimo tra l'Italia e l'Asia.
Le loro principali caratteristiche sono quelle di avere mantenuto la fede cattolica pur in un paese prevalentemente musulmano, di continuare a parlare l'italiano tra loro (pur esprimendosi in turco, greco o francese nei rapporti sociali) e di non essersi minimamente mescolati (con matrimoni) con le locali popolazioni turche di religione musulmana. Alcuni italo-levantini sono di religione ebraica. Esiste infatti una sinagoga italiana, nota anche come Kal de los Frankos, che si trova a nord del Corno d'Oro a Istanbul. La sinagoga fu creata dalla Comunità Israelitico-Italiana di Istanbul nel 1800.

## Storia

### Le colonie delle repubbliche marinare in Oriente

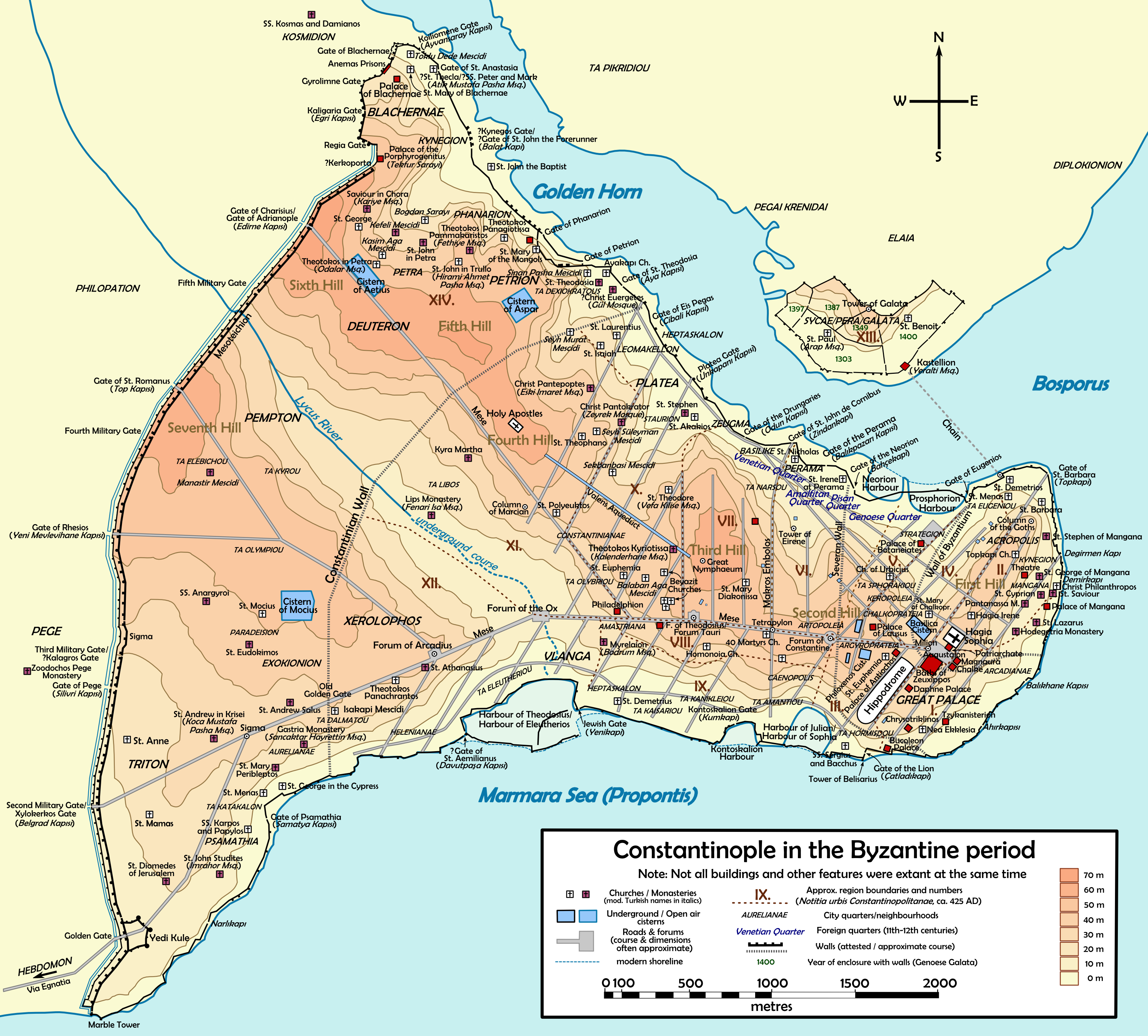
A Costantinopoli esistevano il "quartiere" genovese, veneziano, pisano e amalfitano, situati di fronte a Pera

La Repubblica di Genova e la Repubblica di Venezia, ai tempi delle crociate, crearono numerose e importanti colonie nei territori bizantini.
Anche la Repubblica di Pisa, il Ducato di Amalfi e la Repubblica di Ancona, si riscontrano comunità pugliesi, provenienti dalle più importanti città portuali a partire dalla più nutrita comunità dei baresi ed otrantini. Le diverse comunità ebbero colonie commerciali a Costantinopoli, Smirne e in altri porti dell'Impero d'Oriente.
Genova e Venezia crearono a Costantinopoli popolosi "quartieri" di circa 60.000 abitanti, ma già nel 1182 furono oggetto di un massacro, da parte dei bizantini. La presenza "latina", peraltro, si reintegrò dopo la Quarta crociata (1204), "sponsorizzata" dai veneziani, che portò alla conquista cattolica di Costantinopoli.
Amalfi aveva fondachi a Costantinopoli, Laodicea, Beirut, Giaffa, Tripoli di Siria, Cipro, Alessandria d'Egitto, Tolemaide e addirittura a Baghdad e in India.
Ancona stabilì i suoi fondachi in varie città d'Oriente. A Costantinopoli era il fondaco più importante, dove gli anconetani avevano una propria chiesa, Santo Stefano; inoltre nel 1261 venne loro accordato il privilegio d'avere una cappella nella basilica di S. Sofia. Altre colonie anconetane erano in Siria (a Laiazzo e a Laodicea), in Romania (a Costanza), in Egitto (ad Alessandria), a Cipro (a Famagosta), in Palestina (a San Giovanni d'Acri), in Grecia (a Chio), in Asia Minore (a Trebisonda). Spostandosi verso occidente, fondachi anconitani erano presenti nell'Adriatico a Ragusa e a Segna, in Sicilia a Siracusa e a Messina, in Spagna a Barcellona e a Valenza, in Africa a Tripoli.
Le colonie gaetane erano a Tunisi, Bugia, Tripoli ed Alessandria d'Egitto.
Vi erano colonie genovesi in Anatolia (Smirne, Trebisonda e altre), nell'Egeo (Chio/Chios, Mitilene e altre), in Palestina e Libano (Acri) e a Costantinopoli (Pera, Galata), come pure colonie veneziane a Creta, Rodi, Cipro e Negroponte.
Pisa ebbe fondachi a Costantinopoli, Antiochia, Laodicea, Tiro, San Giovanni d'Acri, Giaffa, Tripoli di Siria, Alessandria d'Egitto e il Cairo. A Tiro fu costituita la nota "Società dei Vermigli" che si segnalò nella difesa della città contro l'attacco del Saladino nel 1187.

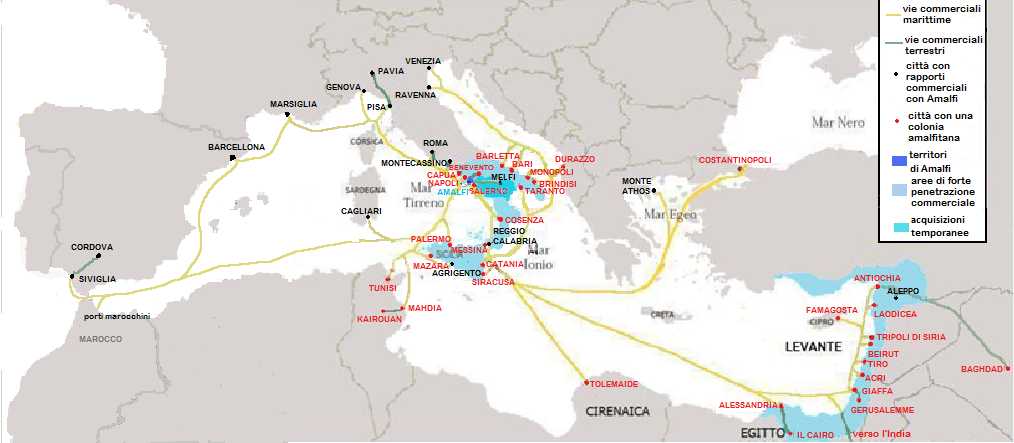
Colonie amalfitane
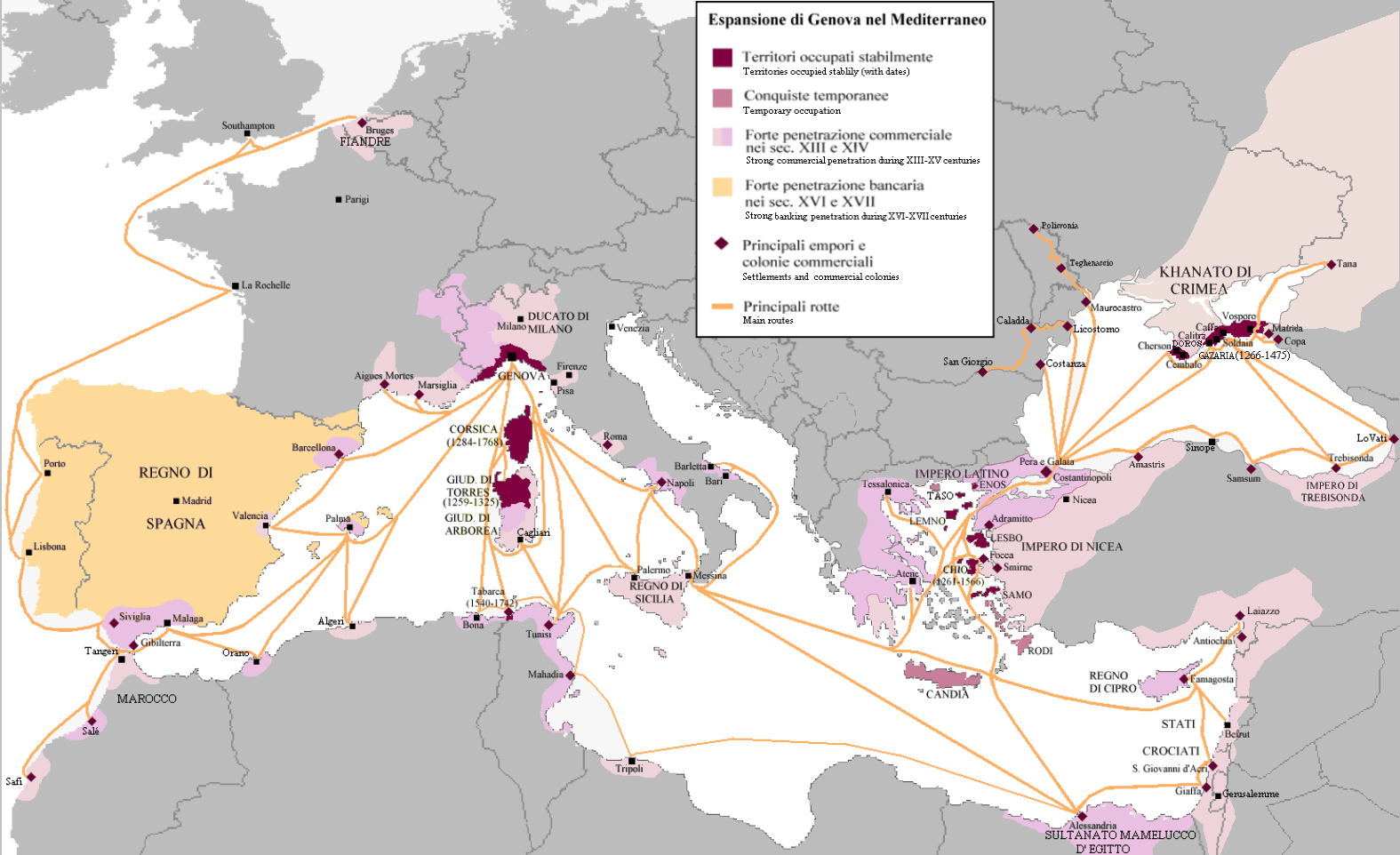
Colonie genovesi
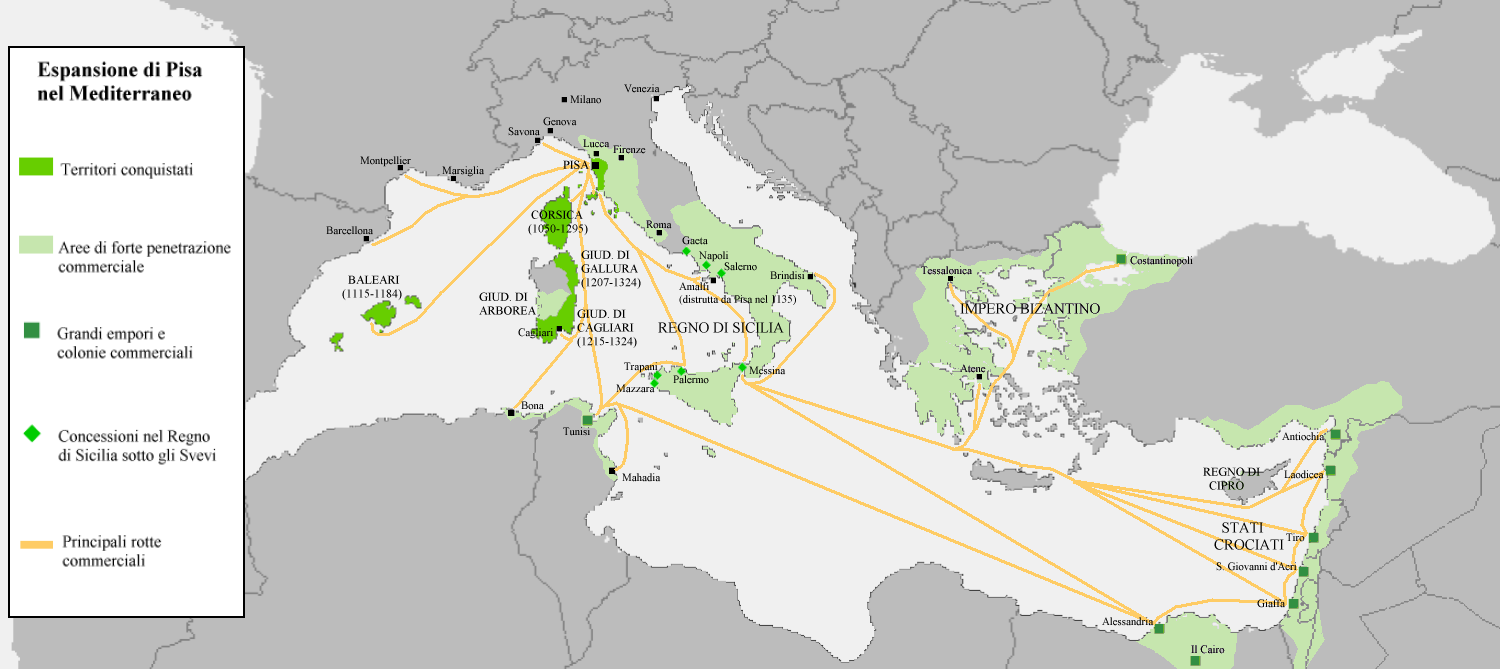
Colone pisane
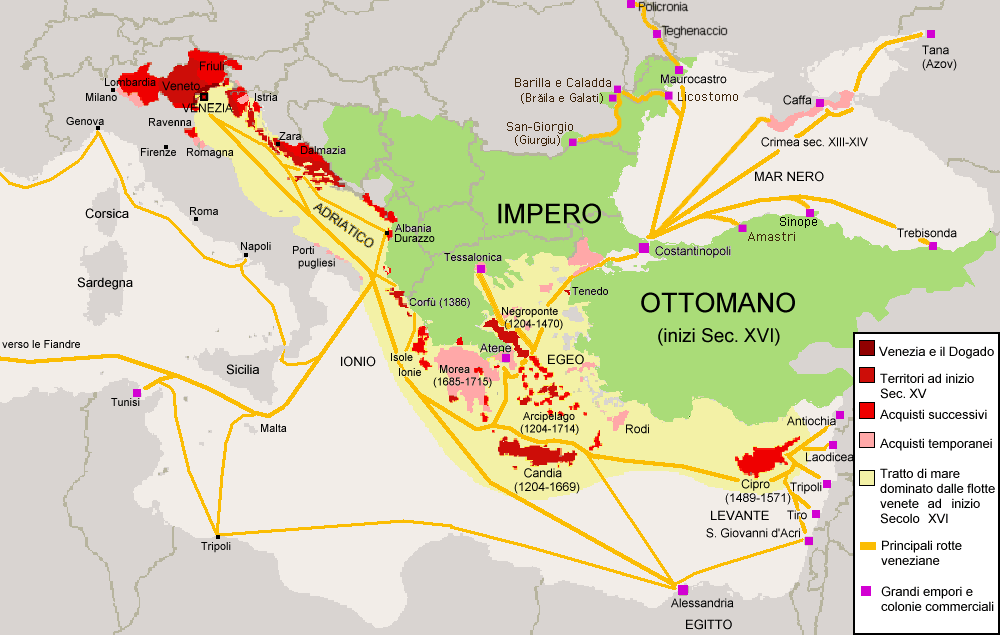
Colonie veneziane
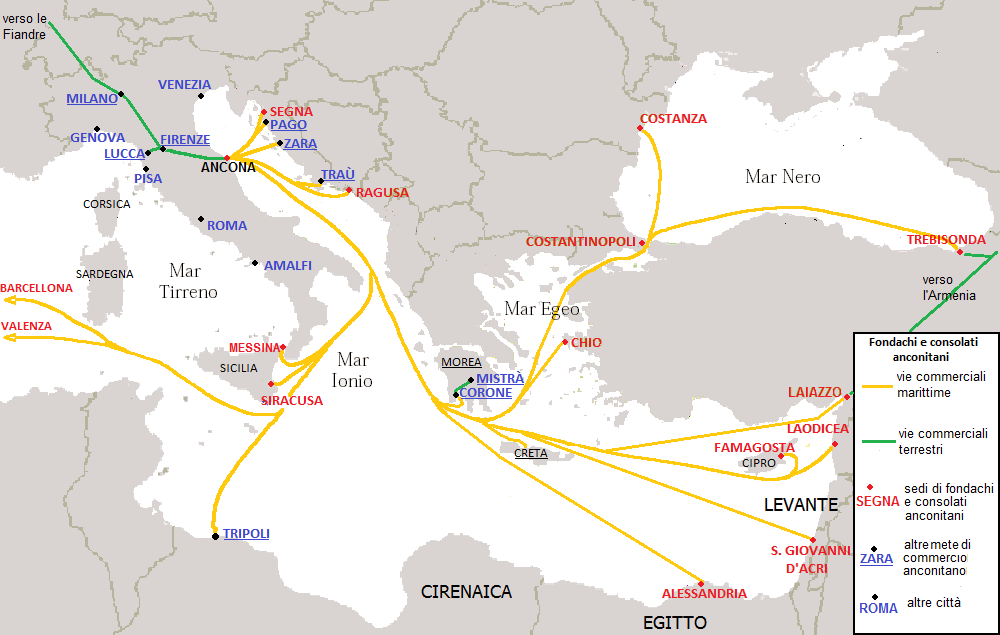
Colonie anconetane (in rosso)
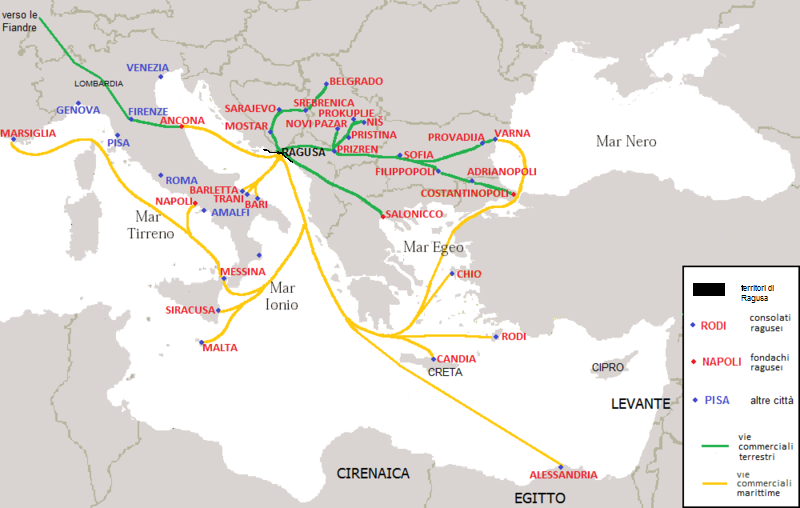
Colonie ragusee (in rosso)
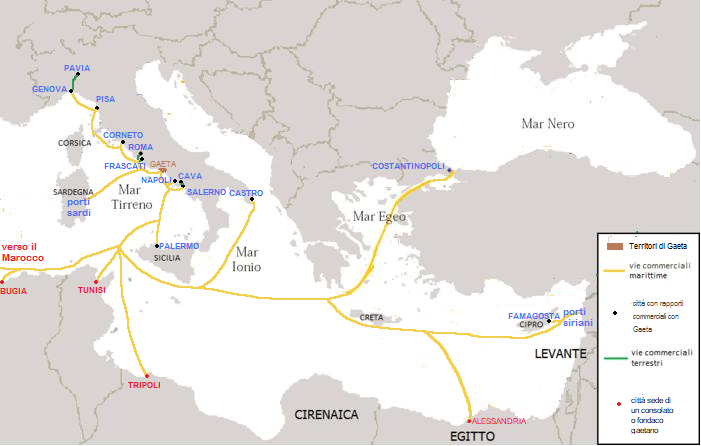
Colonie gaetane (in rosso)

### La conquista ottomana di Costantinopoli e la "Nazione latina"

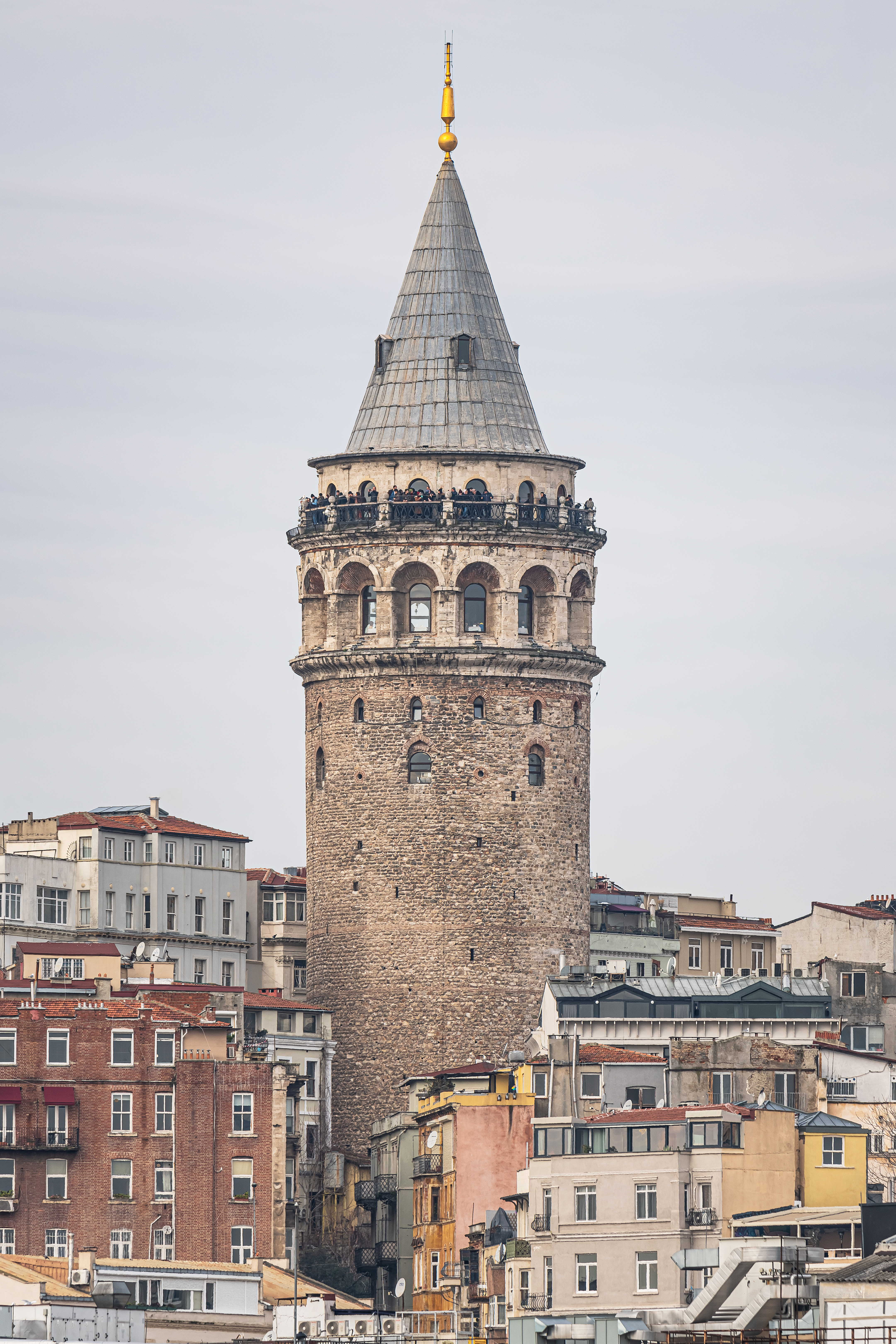
Torre di Galata, costruita nel 1348 dalla Repubblica di Genova e tuttora simbolo degli Italo-Levantini

Dopo la conquista turca di Costantinopoli (1453), il problema principale di questi coloni e commercianti, così come per quelli di origine francese, provenzale, napoletana, catalana, anglo-sassone o mitteleuropea, residenti nell'Impero ottomano, fu quello di definire i rapporti con lo Stato islamico, il quale si caratterizzava essenzialmente come un'istituzione teocratica. La soluzione obbligata fu quella di definire se stessi in base alla propria fede, e cioè la religione cristiana (cattolica), costituendo così un'unica entità culturale a prescindere dalla propria origine etnica: la nazione latina; in ciò furono assecondati dal costituirsi di altre entità a base religiosa che si formarono nell'impero, e cioè la "nazione ebraica", quella "armena" e quella "greco-ortodossa". Per tale motivo furono frequenti i matrimoni tra i cittadini europei dell'Impero, accomunati dalla fede cattolica; di conseguenza, poiché in Italia i componenti della nazione latina furono complessivamente definiti "levantini", è più logico definire l'elemento di origine italiana come "italo-levantino", anziché "italo-turco".
Per quanto riguarda l'aspetto economico e produttivo, la nazione latina si adeguò di buon grado ai princìpi della divisione del lavoro ratione religionis, promossa dallo Stato ottomano; ciò gli consentì di proseguire le loro attività commerciali e di imporsi nel ruolo di detentori del commercio internazionale all'interno dell'Impero. Anche la funzione del dragomanno, cioè dell'interprete di palazzo del sultano e dei gran visir, era riservata ai levantini, che gestivano in tal modo le relazioni internazionali ottomane.
Sin dal 1453, infatti, gli appartenenti alla nazione latina riuscirono progressivamente a ottenere dai sultani quei privilegi derivanti dalle "capitolazioni", stipulate con gli Stati nazionali di origine, che li arricchirono commercialmente nei secoli successivi e li salvaguardarono come comunità. Ciò consentì loro, in molte materie, di essere giudicati dai propri rappresentanti consolari e diplomatici, in base ai propri ordinamenti e non in base alla legge islamica.
Al fine di beneficiare di tale status, le famiglie latine, pertanto, curarono la conservazione di documenti notarili attestanti le loro origini e la cittadinanza. Ciò ha consentito ancor oggi, a molti studiosi, di ricostruirne la genealogia.

### L'Ottocento
Con la caduta della Repubblica di Venezia (1797) e della Repubblica di Genova (1802), agli italo-levantini originari delle due antiche repubbliche fu attribuita la cittadinanza, rispettivamente, dell'Impero d'Austria (Regno Lombardo-Veneto) e del Regno di Sardegna. Inoltre, negli anni successivi alla Campagna d'Egitto (1798) di Napoleone Bonaparte, si ebbe una notevole penetrazione economica e culturale francese nell'Impero ottomano. Per tale motivo, nel corso dell'ottocento, la comunità italo-levantina iniziò a subire un processo di assimilazione da parte della Francia, e finì per adottare la lingua francese, mantenendo l'italiano solo come seconda lingua di famiglia.
Con lo scoppio della guerra d'indipendenza greca, la numerosa comunità genovese di Chio appoggiò il moto indipendentistico greco. La reazione del potente esercito ottomano non tardò ad arrivare: dopo un furioso assedio, i Turchi ripresero rapidamente il controllo dell'isola e, nell'aprile 1822, un quarto dei 30.000 abitanti fu sterminato. Inoltre fu instaurato un regime di terrore e interdetto il culto della religione cattolica per svariati anni. La quasi totalità degli oriundi genovesi o veneziani superstiti, pertanto, si trasferì nella vicina e più tollerante Smirne, abbandonando Chio all'elemento greco-turco, o la loro emigrazione all'estero.
Con il Risorgimento riprese vigore l'uso dell'italiano a Istanbul per via dei numerosi esuli italiani, ma anche dei moltissimi artisti e specialisti italiani che lavorarono per il sultano al Serraglio, tra cui il musicista Giuseppe Donizetti, fratello del più famoso Gaetano. Inoltre, in conseguenza dell'intervento del Regno di Sardegna a fianco dell'Impero ottomano nella guerra di Crimea (1853-56), la comunità si accrebbe di numero.

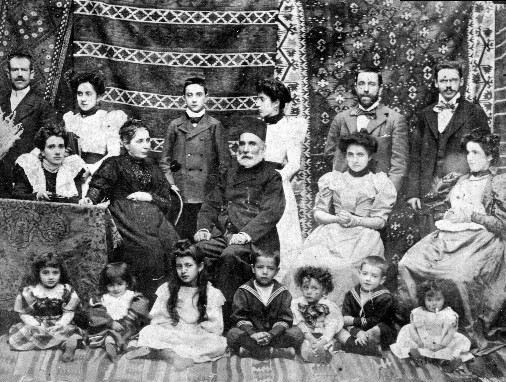
Famiglia italo-levantina (Costantinopoli, 1898)

A fine ottocento, nella Turchia europea, gli italo-levantini erano circa 7.000, concentrati a Galata, cittadina "Genovese" divenuta quartiere di Istanbul. Inoltre a Smirne, agli inizi del novecento, vi era una colonia genovese-italiana di circa 6.000 persone. In quei decenni, letterati come Willy Sperco iniziarono a identificarsi come italo-levantini della Turchia, per differenziarsi dai "levantini" dell'Egitto (italo-egiziani) e del Libano (italo-libanesi).

### La guerra italo-turca (1911-12)

Cartolina commemorativa dell'arrivo di profughi italiani espulsi dall'Impero ottomano a seguito del conflitto italo-turco (Ancona, 13 giugno 1912)

Le situazioni di privilegio per gli italo-levantini si incrinarono con lo scoppio della guerra italo-turca (1911) e, soprattutto, con l'occupazione italiana delle isole del Dodecaneso (1912), all'epoca comprese nei confini dell'impero. La risposta turca non si fece attendere: il 9 maggio 1912, il governo ottomano decise l'espulsione degli italiani residenti nel vilayet di Smirne e, poiché continuava l'occupazione delle isole, il 28 maggio successivo la Sublime porta decretò l'allontanamento di tutti i cittadini italiani residenti in Turchia, ad eccezione degli operai addetti alle costruzioni ferroviarie, degli ecclesiastici e delle vedove. Tali provvedimenti interessarono 7.000 italo-levantini da Smirne e 12.000 da Costantinopoli. Per evitare il rimpatrio, molti optarono per la cittadinanza ottomana. Gli espulsi furono rimpatriati nei giorni successivi nei porti di Ancona, Napoli e Bari.
La situazione si ricompose con la stipula del Trattato di pace di Losanna del 18 ottobre 1912, ove, all'art. 9, si prevedeva: "Il governo ottomano volendo attestare la sua soddisfazione per i buoni e leali servizi che gli sono stati resi dai sudditi italiani impiegati nelle amministrazioni e che egli si era visto forzato a congedare all'epoca delle ostilità si dichiara pronto a reintegrarli nella situazione che avevano lasciata. Un trattamento di disponibilità sarà loro pagato nei mesi passati fuori d'impiego e quest'interruzione di servizio non porterà nessun pregiudizio a quelli impiegati che avrebbero diritto a una pensione di riposo. Inoltre il governo ottomano s'impegna ad usare i suoi buoni uffici presso le istituzioni con le quali è in rapporto (debito pubblico, società ferroviarie, banche ecc.), perché agiscano nello stesso modo verso i sudditi italiani che erano al loro servizio e che si trovano in condizioni analoghe". Non tutti i rimpatriati, peraltro, optarono per il rientro in Turchia.

### Dalla caduta dell'Impero ottomano

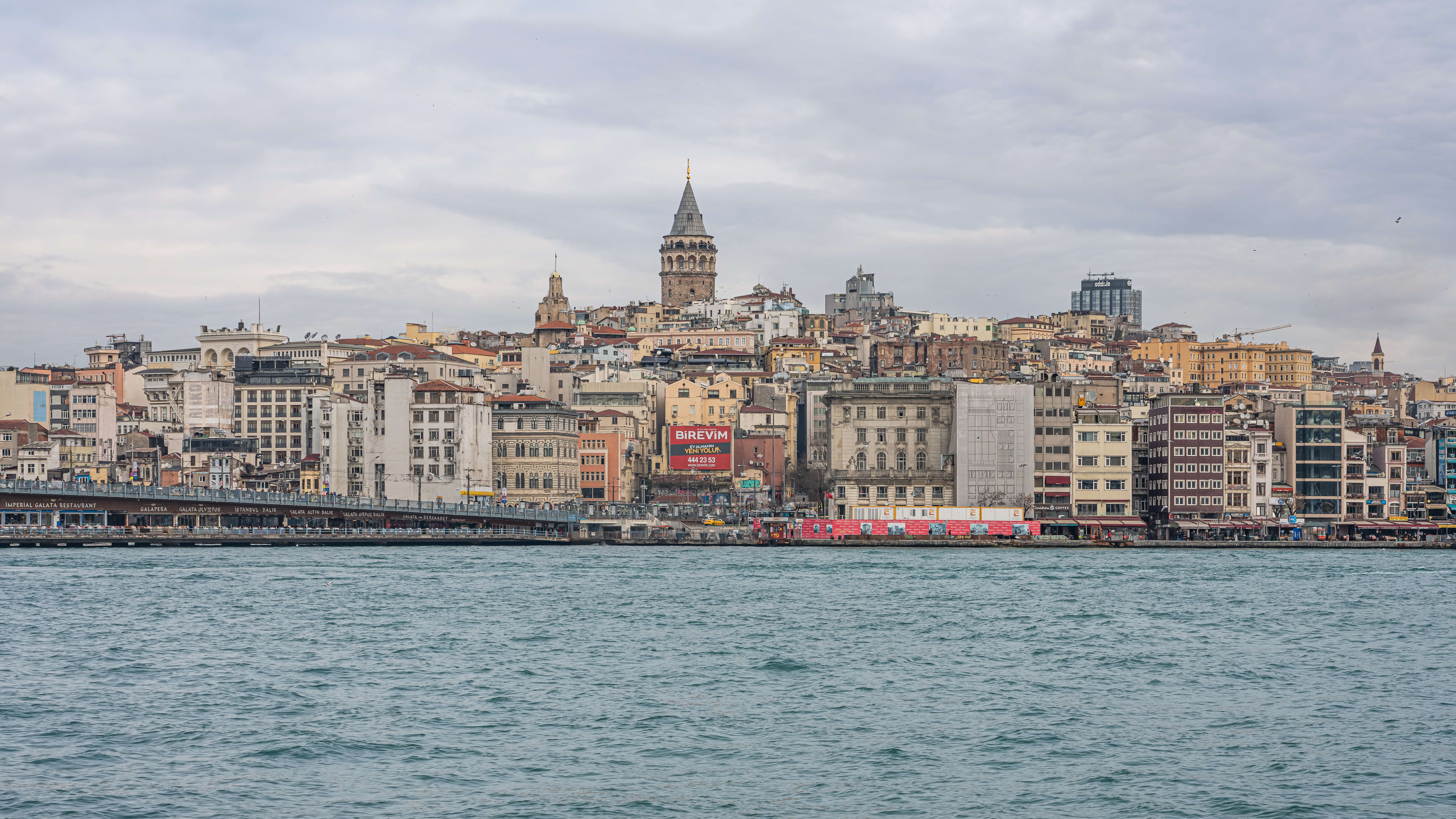
Il quartiere di Galata visto dal mare, con la Torre di Galata nell'apice della cittadella genovese al nord del Corno d'Oro di Istanbul. A Galata (l'antica Pera genovese) si concentrano gli ultimi italo-levantini

Il 9 settembre 1914, il governo imperiale ottomano notificava alle potenze europee interessate la decisione di abolire il regime delle capitolazioni a partire dal 1º ottobre 1914. La situazione dei cittadini italiani nell'Impero si aggravò di nuovo con lo scoppio della prima guerra mondiale, che vide i due Stati combattere su fronti opposti. Ma, dopo la sconfitta militare dell'Impero ottomano, il 19 gennaio 1919, gli alti commissari a Costantinopoli delle tre potenze alleate, l'italiano Sforza, il francese Amet e il britannico Webb, fecero pervenire al governo ottomano una nota nella quale si precisava che il regime capitolare costituiva oggetto di accordi internazionali modificabili solo con il consenso di tutte le parti contraenti; essi non potevano quindi riconoscere la disdetta unilaterale disposta della Sublime Porta nel 1914.
Tuttavia, durante l'occupazione greca di Smirne (1919-21), si verificarono continue violazioni del regime delle capitolazioni da parte - stavolta - del governo ellenico, il quale, nel corso del 1921, decise di estendere la giurisdizione della Corte marziale ellenica di Smirne ai reati di diritto comune, da chiunque commessi, attribuendole così la competenza a giudicare anche i cittadini stranieri. Nel 1922, a seguito dell'incendio e della parziale distruzione di Smirne nella guerra greco-turca, molti Italo-levantini si rifugiarono nel Dodecaneso o direttamente in patria. L'art. 28 del secondo Trattato di pace di Losanna, firmato il 24 luglio 1923, sanciva la completa abolizione delle capitolazioni, anche se alcune garanzie per gli stranieri erano state concordate in una "convenzione sullo stabilimento e la competenza giudiziaria", conclusa in pari data, e in una "dichiarazione relativa all'amministrazione giudiziaria" sottoscritta dalla delegazione turca. Cessava così definitivamente lo status di privilegio ricoperto, sino allora, dalle comunità italiane in oriente.
Nel 1935 la comunità degli italo-levantini nella Turchia di Kemal Ataturk arrivò comunque a contare circa 15.000 membri. La loro presenza fu importante nella decisione turca di adottare l'alfabeto latino per la lingua turca.
Proprio nei decenni intorno alla prima e alla seconda guerra mondiale vennero definiti "levantini", ovvero "italiani del levante".
Dopo la seconda guerra mondiale si è verificato un notevole ulteriore calo nella consistenza numerica degli italo-levantini. Il declino iniziato con la nascita della Repubblica si è trasformato in rottura con i disordini di Istanbul del 6-7 settembre 1955, sullo sfondo dei contrasti tra Turchia e Grecia che proseguivano fin dalla fine della Prima Guerra Mondiale. Il pretesto fu la falsa notizia dell’incendio appiccato alla casa natale di Mustafa Kemal Atatürk e sede del Consolato turco a Salonicco in Grecia, riportata da un’edizione pomeridiana del quotidiano locale Istanbul Express, stampato per l’occasione in più di duecentomila copie, amplificò la menzogna e diede il via alla violenza che a partire dalle 17 iniziò ad invadere Istanbul.
Un pogrom, una devastazione premeditata e tollerata dalle autorità, nei confronti principalmente della comunità greca, ma anche di quella armena ed ebrea. Le violenze portarono alla morte 16 persone (13 greci, 2 sacerdoti ortodossi e uno armeno), si registrarono stupri e circoncisioni forzate, danni a più di 5.000 attività commerciali. Le tristi immagini della devastazione di quelle giornate furono immortalate da un giovane Ara Guler, il celebre fotografo turco-armeno, considerato uno dei padri della fotografia del Novecento. L’insicurezza e la paura spinsero migliaia di individui appartenenti alle minoranze dalla Turchia, tra cui tanti levantini e romei, ad abbandonare per sempre il Paese.
Un altro fattore “sociale” del declino dei levantini, oltre a quello demografico, è stata, l’apertura verso la società turca con i matrimoni misti. “Con i matrimoni misti è venuto a mancare quel “modo di pensare” tipico delle minoranze, capaci di formulare le stesse risposte alle domande che venivano dall'esterno, che magari non corrispondeva a verità ma era un sistema di difesa basato sulla coesione della comunità.”
Attualmente, in Turchia, i discendenti dell'antica comunità sono circa un migliaio, concentrati principalmente nell'area metropolitana di Istanbul e a Smirne: lo scrittore Giovanni Scognamillo ne era uno dei principali rappresentanti. La squadra di calcio del Galatasaray, una della più blasonate del calcio turco, prende il nome da Galata (l'antica colonia genovese sul Corno d'Oro, chiamata allora "Pera"). Alcuni italo-levantini furono tra i suoi fondatori e sostenitori iniziali.

## Galleria d'immagini

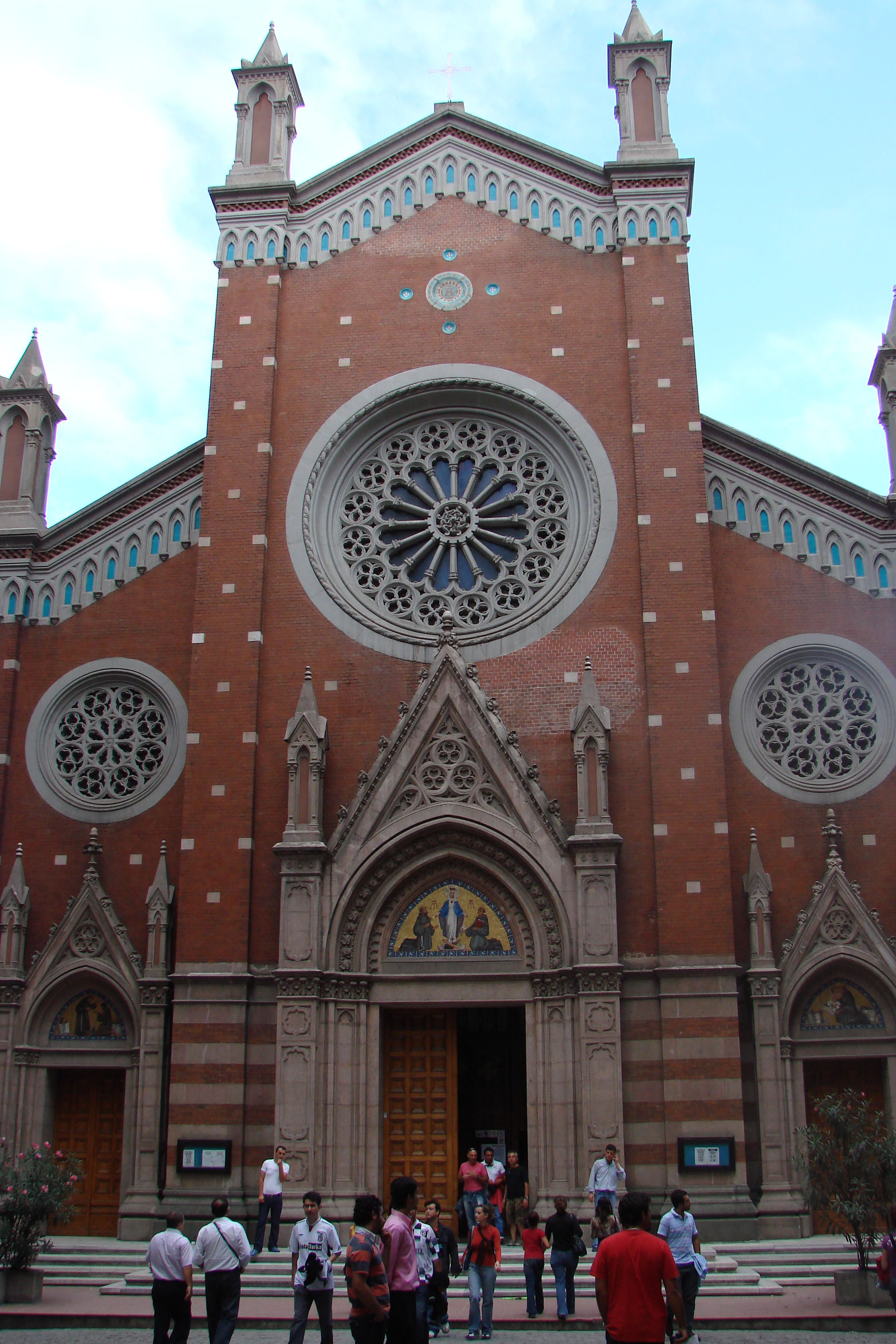
Basilica di Sant'Antonio di Padova nel distretto di Beyoğlu (quartiere genovese di Pera).
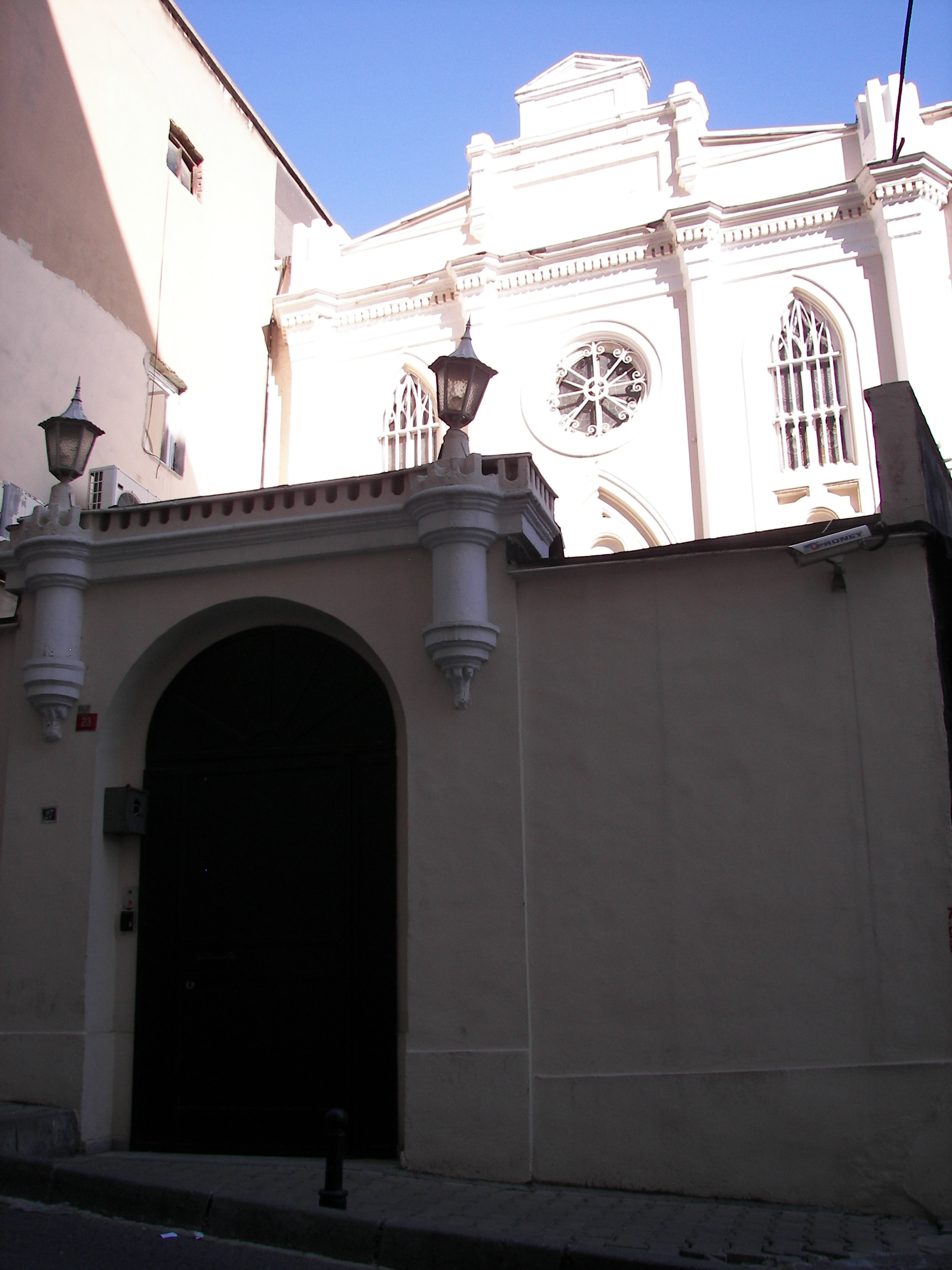
Sinagoga italiana di Istanbul (comunità israelitico-italiana di Istanbul).